# Васильковка (Акмолинская область)
Васильковка (каз. Васильковка) — село в Зерендинском районе Акмолинской области Казахстана. Входит в состав Конысбайского сельского округа. Код КАТО — 115649200.

## География
Село расположено вдоль реки Шагалалы на севере района, в 60 км на север от центра района села Зеренда, в 6 км на северо-восток от центра сельского округа села Конысбай.

### Улицы[2]
- ул. Достык,
- ул. Женис,
- ул. им. С. Сейфуллина,
- ул. Коктем,
- ул. Мектеп,
- ул. Наурыз,
- ул. Цветочная,
- ул. Целинная,
- ул. Шагалалы,
- ул. Юбилейная.

### Ближайшие населённые пункты
- село Гранитный в 3 км на юго-востоке,
- село Конысбай в 6 км на юго-западе,
- посёлок Алексеевка 12 км на северо-востоке,
- село Бирлестик в 13 км на северо-западе.

## История
Основано в 1908 году переселенцами из Киевской губернии на участке Джаркин.

## Население
В 1989 году население села составляло 606 человек (из них немцев 33%, казахов 21%).
В 1999 году население села составляло 510 человек (247 мужчин и 263 женщины). По данным переписи 2009 года в селе проживали 503 человека (241 мужчина и 262 женщины).
| Численность населения | Численность населения | Численность населения |
| 1989                  | 1999                  | 2009                  |
| --------------------- | --------------------- | --------------------- |
| 606                   | ↘510                  | ↘503                  |